# Diplectrona luteocapitis
Diplectrona luteocapitis är en nattsländeart som beskrevs av Wolfram Mey 1990. Diplectrona luteocapitis ingår i släktet Diplectrona och familjen ryssjenattsländor. Inga underarter finns listade i Catalogue of Life.